# Tang Sanzang

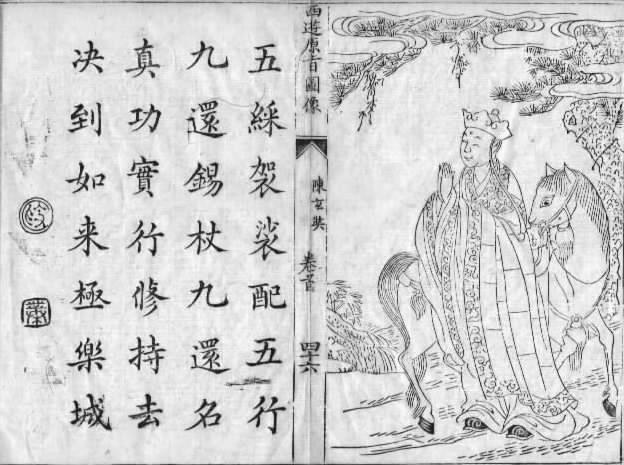
Ilustración de una edición china de Viaje al Oeste, que representa a Tang Seng junto a su corcel divino.

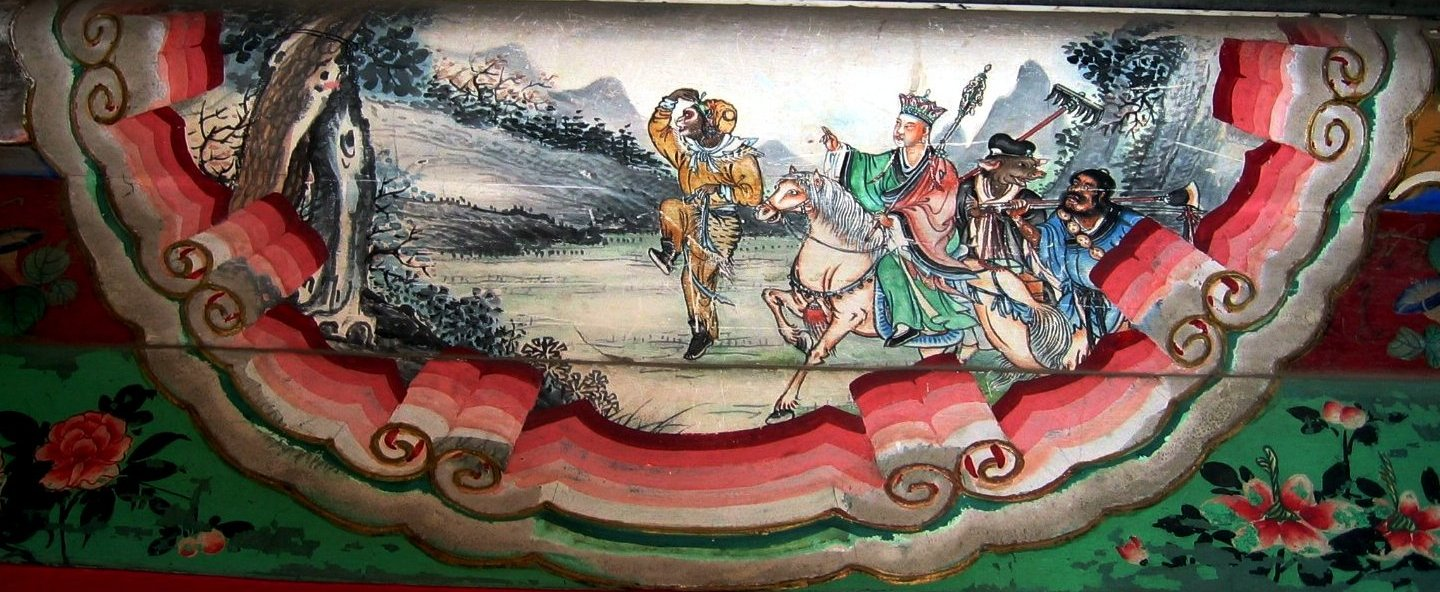
Los cuatro héroes de Viaje al oeste, Tang Sanzang en el segundo desde la izquierda, cabalgando en Yulong. Decotacion pintada en el corredor largo en el Palacio de Verano en Beijing, China.

Tang Seng(en chino: 唐僧, Tang Seng, coreano: 삼장?, Samjang, japonés: 三藏, Sanzō) es un personaje ficticio coprotagonista de la novela Viaje al Oeste de Wu Cheng'en, inspirado en el histórico monje budista chino Xuanzang (Xuánzàng, 玄奘), del que originalmente era un apelativo.
El título Sanzang se refiere a su misión de buscar el Sanzangjing o las 'Tres colecciones de escrituras (budistas)'. En algunas traducciones del libro, su título aparece como Tripitaka, que es el término sánscrito original para el Sanzangjing. También es conocido como Tang Seng, que es un nombre de cortesía que, como el antiguo nombre, Tang Sanzang, refleja su condición de hermano de sangre del emperador Taizong de la dinastía Tang.

## Descripción del personaje
En la novela, Tang Sanzang es un monje budista chino que había renunciado a su familia a unirse a la Sangha desde su infancia. En realidad era una reencarnación de la Cigarra Dorada (chino simplificado: 金蝉子; chino tradicional: 金蟬子; pinyin: Jīn Chánzǐ), un discípulo del Buda. Es enviado en misión a Tianzhu (un antiguo nombre chino para India) para buscar un conjunto de escrituras budistas y llevarlas a China con el propósito de difundir el budismo en su tierra natal. Se convierte en hermano de sangre del emperador Taizong de la dinastía Tang, y el emperador lo envía fuera de la capital Chang'an y ordena a dos escoltas que lo acompañen.
Tang Sanzang tiene un primer encuentro con demonios después de su partida de Chang'an y se siente impotente cuando sus dos escoltas son asesinados. El bodhisattva Avalokiteśvara (Guanyin) ayuda a Tang Sanzang a encontrar tres poderosos seres sobrenaturales: Sun Wukong, Zhu Bajie y Bonzo Sha, para ayudarlo y protegerlo en su viaje. Los tres se convierten en discípulos de Tang Sanzang y reciben la iluminación y la redención por sus pasados pecados, una vez que se completa la peregrinación. A lo largo del viaje, Tang Sanzang es constantemente aterrorizado por monstruos y demonios debido a una leyenda que decía que se podía alcanzar la inmortalidad consumiendo su carne porque era la reencarnación de un ser sagrado.
Al final de la novela, Tang Sanzang es designado Buda del mérito del sándalo (chino: 旃檀 功德 佛; pinyin: Zhāntán Gōngdé Fuó).

## Antecedentes históricos
Tang Sanzang sigue el modelo del histórico monje budista de la dinastía Tang, Xuanzang, cuya vida fue la inspiración del libro. El auténtico Xuanzang hizo un peligroso viaje a pie desde China a India (ida y vuelta) para obtener sutras budistas.
En contraste con el histórico Xuanzang, sabio y erudito (tenía poco más de 20 años cuando se fue a India), el ficticio Tang Sanzang es presentado como un joven monje extremadamente ingenuo, que muestra una compasión idealista pero sin aparente sabiduría. Tang Sanzang generalmente se apresura a caer entre los demonios que se han disfrazado de humanos inocentes, mientras que Sun Wukong puede ver a través de ellos con sus poderes mágicos (específicamente ojos de fuego que pueden ver a través de los disfraces). Esto con frecuencia genera tensiones cuando Sun Wukong ataca y mata a humanos aparentemente inocentes, cuando el demonio simplemente ha abandonado el cuerpo y ha huido. 
En una de estas populares situaciones fue cuando el Demonio de Hueso Blanco (白骨 夫人, chino: Bai Gu Fu Ren) se disfrazó tres veces como miembro de la familia: primero, como mujer joven. Después de que Wukong 'matase' a la mujer, el demonio escapó, pero Tang Sanzang castigó a Wukong por ello. El segundo como anciana madre de la joven, que buscaba a su hija. El tercero como padre anciano de la joven, que buscaba a su esposa e hija. Tras la 'muerte' del padre a manos de Wukong, este finalmente mata al demonio antes de que escapara. Tang Sanzang, convencido de que Wukong había matado a tres personas inocentes, lo envió lejos, a pesar de sus protestas. Tang Sanzang usualmente lo castiga coreando las palabras del "hechizo del dolor de cabeza" (緊箍咒) que le había proporcionado el bodhisattva Avalokiteśvara para controlar a Wukong, lo que provoca que la cinta que lleva se contraiga y le provoque fuertes dolores de cabeza.
Como Sun Wukong es a menudo adorado como dios protector, también lo es Tang Sanzang. Ksitigarbha, un bodhisattva muy venerado en el budismo de Asia oriental, a veces es confundido con Tang Sanzang porque el primero a menudo se representa como Tang Sanzang, vestido con una kasaya con un patrón similar, llevando una corona budista y empuñando un jakjara.